# Colin Groves
Pour les articles homonymes, voir Groves.
Colin Peter Groves, né le 24 juin 1942 à Londres (Royaume-Uni) et mort le 30 novembre 2017 à Canberra (Australie), est un spécialiste d'anthropologie biologique, professeur à l'université nationale australienne à Canberra. 

## Biographie
Né le 24 juin 1942 à Londres, Colin Groves y a obtenu une maîtrise en sciences en 1963, puis un doctorat en 1966. Il a enseigné à l'université de Californie, au Queen Elizabeth College (en) (Londres) et à l'université de Cambridge avant d'émigrer en Australie en 1974, où il enseigne à l'université nationale australienne. 
Ses thèmes de recherche sont l'évolution de l'espèce humaine, les primates, les autres mammifères, l'analyse du squelette, l'anthropologie biologique et l'ethnobiologie. Il est surtout connu pour ses travaux sur les primates, l'évolution de l'homme et ses débats réguliers avec les créationnistes et les anti-évolutionnistes. 
Colin Groves décrit notamment Homo ergaster avec Mazak en 1975. 
Il est un membre actif des Sceptiques australiens et a publié de nombreux documents sur le thème du scepticisme.
Il meurt le 30 novembre 2017 à Canberra.

## Principales publications
- 1989 : A Theory Of Human And Primate Evolution, Oxford Science Publications
- 1989 : Skeptical (édité par Donald Laycock, David Vernon, Colin Groves et Simon Brown.) Australian Skeptics
- 1996 : « From Ussher to Slusher; from Archbish to Gish; or, not in a million years... », Archaeology in Oceania, 31 :, p. 145-151.
- 2001 : Primate Taxonomy, Smithsonian Institution Press, Washington D.C.
- 2003 : The science of culture. Being Human: Science, Culture and Fear:, Royal Society of New Zealand, Miscellaneous Series, 63 : p. 3-13.
- 2004 : (avec David W.Cameron) Bones, Stones and Molecules, Amsterdam, Boston etc. : Elsevier Academic Press
- 2008 : Extended Family : Long Lost Cousins. A Personal Look at the History of Primatology., Conservation International, Arlington, Virginie, USA.